# جی سیمپسون (بازیگر)
جی سیمپسون (انگلیسی: Jay Simpson؛ زادهٔ ۱۹۶۷ میلادی) بازیگر اهل بریتانیا است.
از فیلم‌ها یا برنامه‌های تلویزیونی که وی در آن نقش داشته‌است می‌توان به غرور و تعصب، چرنوبیل، دارودسته، اریک وایکینگ، تعطیلات، دوران کهن، بازرس فویل، رم و سرود ملی اشاره کرد.